# Evanthía Kaḯri
Evanthía Kaḯri (grec moderne : Ευανθία Καΐρη), née en 1797[réf. souhaitée] (ou probablement en 1799) sur l'île d'Andros et morte en 1866 sur la même île, est une écrivaine et dramaturge grecque du XIXe siècle,. Elle est la sœur du célèbre philosophe grec moderne Theóphilos Kaíris,. Érudite et militante de la cause féminine, elle œuvre à l'indépendance de la Grèce en 1821.

## Biographie
Elle est née à Andros d'une famille aisée de sept enfants en 1799. Sa famille déménage à Kydonies en 1812 quand Theóphilos accepte un poste d'enseignant à l'Académie de Kydonies. Elle parle et traduit en grec ancien, français et italien. Evanthía Kaḯri se lie d'amitié avec l'écrivain et éditeur français Firmin Didot, qui dresse un portrait élogieux de la jeune femme,. Nikeratos, son œuvre principale écrite en 1826, retrace en trois actes le troisième siège de Missolonghi. Cette pièce de théâtre fut écrite à Nauplie, alors capitale provisoire de la Grèce avant qu'Othon Ier ne transfère le centre du pouvoir de Nauplie à Athènes en 1836. Elle écrit une courte histoire de la Grèce.

## Son œuvre
- Nikeratos (1826)

### Source secondaire
En anglais
- Christine Fauré, Polical and History of Woman, Christine Fauré éditeur, 1997, 830 p.

En grec
- Mītiṓ Sakellaríou, Gynaikeía dramatourgía sta chrónia tīs Epanástasīs, Institoúto tou vivlíou - A. Kardamítsa éditeur, 2001, 299 p.

### Source tertiaire
- R. Beaton, An Introduction to Modern Greek Literature, Oxford University Press, 1999.